# Longzhouping (köpinghuvudort i Kina, Hubei Sheng, lat 30,50, long 111,16)
Longzhouping (kinesiska: Ch’ang-yang-hsien, 龙舟坪) är en köpinghuvudort i Kina. Den ligger i provinsen Hubei, i den centrala delen av landet, omkring 300 kilometer väster om provinshuvudstaden Wuhan. Antalet invånare är 89 679. Befolkningen består av 44 733 kvinnor och 44 946 män. Barn under 15 år utgör 13,0 %, vuxna 15-64 år 76 %, och äldre över 65 år 10,0 %.
Runt Longzhouping är det ganska tätbefolkat, med 222 invånare per kvadratkilometer. Longzhouping är det största samhället i trakten. I omgivningarna runt Longzhouping växer i huvudsak blandskog.
Genomsnittlig årsnederbörd är 1 411 millimeter. Den regnigaste månaden är maj, med i genomsnitt 211 mm nederbörd, och den torraste är december, med 16 mm nederbörd.